# Compsiluroides communis
Compsiluroides communis är en tvåvingeart som beskrevs av Louis-Paul Mesnil 1953. Compsiluroides communis ingår i släktet Compsiluroides och familjen parasitflugor.
Artens utbredningsområde är Myanmar. Inga underarter finns listade i Catalogue of Life.